# Mustela lutreola turovi
Mustela lutreola turovi es una subespecie de  mamíferos carnívoros  de la familia Mustelidae subfamilia Mustelinae.

## Distribución geográfica
Se encuentra en el Cáucaso.